# Virtasaari (ö i Södra Savolax, Nyslott, lat 62,12, long 28,70)
Virtasaari är en ö i Finland. Den ligger i sjön Enonvesi och i kommunen Nyslott i  landskapet Södra Savolax, i den sydöstra delen av landet, 290 km nordost om huvudstaden Helsingfors. Öns area är 33,7 hektar och dess största längd är 0,9 kilometer i nord-sydlig riktning.